# Melissa Henderson
Melissa Suzanne Henderson (* 23. August 1989 in Garland, Texas) ist eine ehemalige US-amerikanische Fußballspielerin.

## Karriere

### Verein
Anfang 2012 wurde sie in der ersten Runde des WPS-Drafts an Position zwei vom Sky Blue FC verpflichtet, die komplette Liga wurde jedoch noch vor Saisonstart aufgelöst. Daher wechselte Henderson zu den Boston Breakers, für die sie in der Saison 2012 viermal in der WPSL Elite auflief. Anfang 2013 wurde sie als sogenannter Free Agent vom FC Kansas City aus der neugegründeten National Women’s Soccer League verpflichtet und gab ihr Debüt dort am 26. April 2013 gegen den Seattle Reign FC. Am 9. Juli 2014 wechselte Henderson zum Ligakonkurrenten Houston Dash, von wo sie im September auf Leihbasis bis zum Jahresende zum dänischen Tabellenführer Fortuna Hjørring weiterzog. Nach Saisonende 2015 gab sie zunächst ihr Karriereende bekannt, ehe sie im Februar 2016 zu den Dash zurückkehrte. Im Juni 2017 beendete Henderson ihre Karriere endgültig, nachdem sie bis dahin im Saisonverlauf nur zu einem Kurzeinsatz gekommen war.

### Nationalmannschaft
Henderson spielte zwischen 2006 und 2010 für die US-amerikanischen U-17-, U-20- und U-23-Auswahlmannschaften. Im Dezember 2011 nahm sie an einem Trainingslager der US-amerikanischen Nationalmannschaft in Vorbereitung auf die Olympischen Sommerspiele 2012 teil.